# Przełęcz Mamisońska
Przełęcz Mamisońska (ros. Мамисонский перевал, Mamisonskij pieriewał; gruz. მამისონის უღელტეხილი, Mamisonis Ugheltechili; oset. Мамысоны æфцæг, Mamysony afcag) – przełęcz w centralnej części Pasma Głównego Wielkiego Kaukazu, na granicy Rosji i Gruzji, między dolinami Ardonu i Rioni. Znajduje się na wysokości 2819 m n.p.m. Przez przełęcz przebiega Osetyjska Droga Wojenna.